# Glen Elgin
Glen Elgin ist eine Whiskybrennerei bei Elgin, Moray, Schottland, Großbritannien.

## Geschichte
Glen Elgin wurde 1898 von William Simpson, einem ehemaligen Manager der Brennerei Glenfarclas, und James Carle gegründet. Die Produktion begann im Mai 1900, wurde aber schon nach fünf Monaten eingestellt. Im Februar 1901 wurde Glen Elgin für 4000 Pfund auf einer Auktion an die Glen Elgin-Glenlivet Distillery Co. verkauft. 1904 ging die Brennerei wieder in Produktion, wurde aber schon ein Jahr später erneut geschlossen. 1906 kaufte der Weinhändler J. J. Blanche Co. die Brennerei für 7000 Pfund und startete die Produktion von Neuem. 1929 starb J. J. Blanche und Glen Elgin stand abermals zum Verkauf. 1930 wurde die Brennerei von Scottish Malt Distillers (SMD) gekauft, und die Lizenz ging an White Horse Distillers. 1964 wurde Glen Elgin renoviert und dabei von zwei auf sechs Stills erweitert. 1987 wurde die SMD von UDV/Diageo übernommen. 1992 wurde die Brennerei für eine weitere Renovierung geschlossen, auch um neue Stills zu installieren. Im September 1995 begann die Produktion aufs Neue.

## Produktion
Das Wasser der zur Region Speyside gehörenden Brennerei stammt aus den Quellen von Millbuies Loch. Das Malz kommt von den United Distillers-Mälzereien in Burghead und Roseisle. Verwendet wird Malz von der Gerstensorte Derkado. Die Brennerei verfügt über einen Maischbottich (mash tun) (8,2 Tonnen) aus Edelstahl und sechs Gärbottiche (wash backs) (je 40.600 l) aus Lärche. Destilliert wird in drei wash stills (je 11.000 l) und drei spirit stills (je 11.700 l), die durch Dampfspiralen erhitzt werden.  Zum Kühlen werden traditionelle worm tubs verwendet, welche nicht mehr all zu oft in schottischen Destillerien zu finden sind (wie bei Dalwhinnie, Craigellachie oder Talisker).

## Abfüllungen
Als Original-Abfüllung gibt es einen 12-jährigen Single-Malt-Whisky in der Hidden Malts Serie von Diageo. Im Jahr 2003 kam ein 32-jähriger Single Malt (nur 1.500 Flaschen) auf den Markt. Er hat – aufgrund seiner langen Lagerung im Fass – nur 42,3 % Alkohol.
Im Jahr 2000 wurde eine Jubiläumsabfüllung herausgebracht (100 Jahre Glen Elgin). Hierbei handelt es sich um 750 Flaschen eines 19-jährigen Cask-Strength mit rund 60 % Alkohol.
2008 Special Release 16 Jahre 58,5%vol. 9.954 Flaschen
2009 The Managers Choice Glen Elgin 1998 61,1%vol. 534 Flaschen
2017 Special Release 18 Jahre 54,8%vol. 5.352 Flaschen